# Route nationale 606
Die Route nationale 606, kurz N 606 oder RN 606, war eine französische Nationalstraße, die von 1933 bis 1973 zwischen einer Straßenkreuzung mit der ehemaligen Nationalstraße 122 bei Cordes-sur-Ciel und der Stadt Albi verlief. Ihre Länge betrug 24 Kilometer.